# Меркурій (бриг)

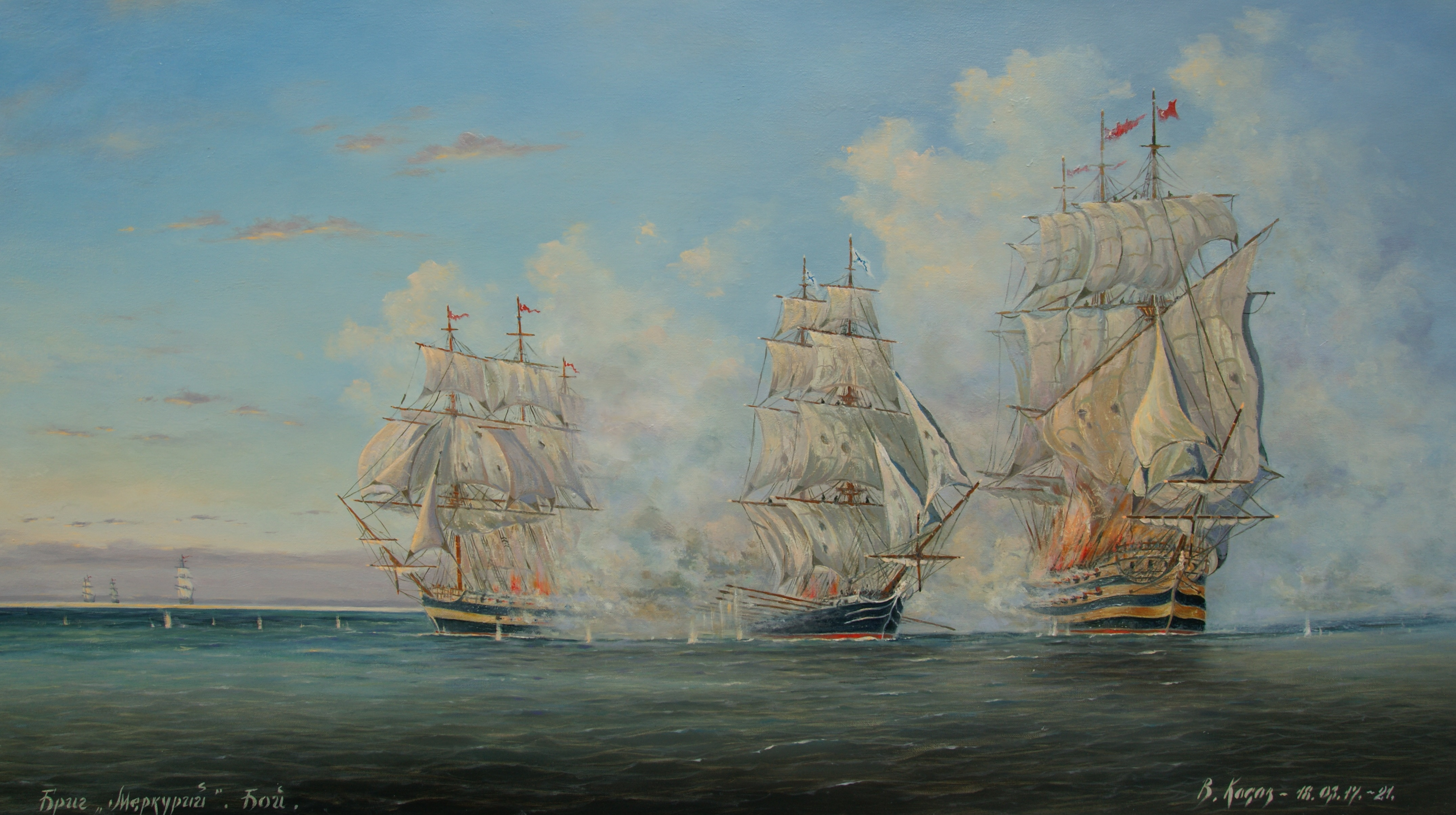
Бій бриг Меркурій. Володимир Косов.

«Меркурій» — 18-гарматний військовий бриг російського імператорського флоту. Був закладений в Севастополі 28 січня (9 лютого) 1819 і спущений на воду 7 (19) травня 1820 року. У травні 1829 року, під час Російсько-турецької війни бриг під командуванням капітан-лейтенанта Олександра Івановича Казарського здобув перемогу в нерівному бою з двома турецькими лінійними кораблями, чим увічнив своє ім'я і за що був нагороджений кормовим Георгіївським прапором.

## Характеристики
Бриг «Меркурій» був побудований на Севастопольській верфі під керівництвом відомого згодом корабельного майстра Івана Яковича Осмініна. Судно призначалося спеціально для охорони Кавказького узбережжя, несення дозорної служби і ведення розвідки.
Спущений на воду і введений до складу флоту в 1820, виведений зі складу флоту і розібраний через старість в 1857 році.
- Водотоннажність: 445 (за іншими даними: 456) т.
- Довжина по верхній палубі: 29,46 м.
- Ширина по мідель-шпангоуту: 9,398 (з обшивкою 9,700) м.
- Осадка: 2,9 м.
- Площа вітрил: 856 м².
- Екіпаж: 115 матросів і офіцерів.